# Sofia Edvige di Danimarca
Sofia Edvige di Danimarca (Copenaghen, 28 agosto 1677 – Copenaghen, 13 marzo 1735) è stata una principessa danese.

## Biografia
Era figlia di Cristiano V di Danimarca, re di Danimarca e Norvegia, e di Carlotta Amalia d'Assia-Kassel.
Fu promessa in sposa tre volte ma alla fine nessun progetto matrimoniale venne attuato:
- la prima nel 1691 con Giovanni Giorgio di Sassonia;
- la seconda nel 1694 con l'imperatore Giuseppe I d'Asburgo;
- la terza nel 1697 con il cugino Carlo XII di Svezia.

Ebbe buoni rapporti con suo fratello Federico IV di Danimarca fino al 1721, anno in cui decise di abbandonare la corte per protestare contro la decisione di suo fratello di sposare Anna Sofia Reventlow.
Dedicò la sua vita a realizzare opere filantropiche e sociali. Gestì inoltre le sue proprietà, dove fondò scuole religiose e fondò un convento protestante per donne nubili.
Fu una pittrice di talento e si interessò anche di musica. Molte sue opere sono ancora conservate al Danish Royal Collection, nel Castello di Rosenborg.

## Albero genealogico
|                                      |                            |                                            | Genitori                                   |  |  | Nonni |  |  | Bisnonni                  |  |  | Trisnonni                |  |
|                                      |                            |                                            |                                            |  |  |       |  |  | Cristiano IV di Danimarca |  |  | Federico II di Danimarca |  |
|                                      |                            |                                            |                                            |  |  |       |  |  | Cristiano IV di Danimarca |  |  | Federico II di Danimarca |  |
|                                      |                            | Sofia di Meclemburgo-Güstrow               |                                            |  |  |       |  |  | Cristiano IV di Danimarca |  |  |                          |  |
| Federico III di Danimarca            |                            |                                            |                                            |  |  |       |  |  | Cristiano IV di Danimarca |  |  |                          |  |
|                                      |                            | Anna Caterina del Brandeburgo              | Gioacchino III Federico di Brandeburgo     |  |  |       |  |  |                           |  |  |                          |  |
|                                      |                            | Anna Caterina del Brandeburgo              | Gioacchino III Federico di Brandeburgo     |  |  |       |  |  |                           |  |  |                          |  |
|                                      |                            | Anna Caterina del Brandeburgo              | Caterina di Brandeburgo-Küstrin            |  |  |       |  |  |                           |  |  |                          |  |
| Cristiano V di Danimarca             |                            | Anna Caterina del Brandeburgo              |                                            |  |  |       |  |  |                           |  |  |                          |  |
|                                      |                            | Giorgio di Brunswick-Lüneburg              | Guglielmo il Giovane di Brunswick-Lüneburg |  |  |       |  |  |                           |  |  |                          |  |
|                                      |                            | Giorgio di Brunswick-Lüneburg              | Guglielmo il Giovane di Brunswick-Lüneburg |  |  |       |  |  |                           |  |  |                          |  |
|                                      |                            | Giorgio di Brunswick-Lüneburg              | Dorothea di Danimarca                      |  |  |       |  |  |                           |  |  |                          |  |
| Sofia Amelia di Brunswick e Lüneburg |                            | Giorgio di Brunswick-Lüneburg              |                                            |  |  |       |  |  |                           |  |  |                          |  |
|                                      |                            | Anna Eleonora di Assia-Darmstadt           | Luigi V d'Assia-Darmstadt                  |  |  |       |  |  |                           |  |  |                          |  |
|                                      |                            | Anna Eleonora di Assia-Darmstadt           | Luigi V d'Assia-Darmstadt                  |  |  |       |  |  |                           |  |  |                          |  |
|                                      |                            | Anna Eleonora di Assia-Darmstadt           | Maddalena di Brandeburgo                   |  |  |       |  |  |                           |  |  |                          |  |
| Sofia Edvige di Danimarca            |                            | Anna Eleonora di Assia-Darmstadt           |                                            |  |  |       |  |  |                           |  |  |                          |  |
|                                      | Guglielmo V d'Assia-Kassel | Maurizio d'Assia-Kassel                    |                                            |  |  |       |  |  |                           |  |  |                          |  |
|                                      | Guglielmo V d'Assia-Kassel | Maurizio d'Assia-Kassel                    |                                            |  |  |       |  |  |                           |  |  |                          |  |
|                                      | Guglielmo V d'Assia-Kassel | Agnese di Solms-Laubach                    |                                            |  |  |       |  |  |                           |  |  |                          |  |
| Guglielmo VI d'Assia-Kassel          | Guglielmo V d'Assia-Kassel |                                            |                                            |  |  |       |  |  |                           |  |  |                          |  |
|                                      |                            | Amalia Elisabetta di Hanau-Münzenberg      | Filippo Luigi II di Hanau-Münzenberg       |  |  |       |  |  |                           |  |  |                          |  |
|                                      |                            | Amalia Elisabetta di Hanau-Münzenberg      | Filippo Luigi II di Hanau-Münzenberg       |  |  |       |  |  |                           |  |  |                          |  |
|                                      |                            | Amalia Elisabetta di Hanau-Münzenberg      | Caterina Belgica di Nassau                 |  |  |       |  |  |                           |  |  |                          |  |
| Carlotta Amalia d'Assia-Kassel       |                            | Amalia Elisabetta di Hanau-Münzenberg      |                                            |  |  |       |  |  |                           |  |  |                          |  |
|                                      |                            | Giorgio Guglielmo di Brandeburgo           | Giovanni Sigismondo di Brandeburgo         |  |  |       |  |  |                           |  |  |                          |  |
|                                      |                            | Giorgio Guglielmo di Brandeburgo           | Giovanni Sigismondo di Brandeburgo         |  |  |       |  |  |                           |  |  |                          |  |
|                                      |                            | Giorgio Guglielmo di Brandeburgo           | Anna di Prussia                            |  |  |       |  |  |                           |  |  |                          |  |
| Edvige Sofia di Brandeburgo          |                            | Giorgio Guglielmo di Brandeburgo           |                                            |  |  |       |  |  |                           |  |  |                          |  |
|                                      |                            | Elisabetta Carlotta di Wittelsbach-Simmern | Federico IV Elettore Palatino              |  |  |       |  |  |                           |  |  |                          |  |
|                                      |                            | Elisabetta Carlotta di Wittelsbach-Simmern | Federico IV Elettore Palatino              |  |  |       |  |  |                           |  |  |                          |  |
|                                      |                            | Elisabetta Carlotta di Wittelsbach-Simmern | Luisa Giuliana di Nassau                   |  |  |       |  |  |                           |  |  |                          |  |
|                                      |                            | Elisabetta Carlotta di Wittelsbach-Simmern |                                            |  |  |       |  |  |                           |  |  |                          |  |